# Cratere Badgastein
Badgastein è un cratere sulla superficie di Gaspra.